# Rudertshausen
Rudertshausen ist ein Gemeindeteil des Marktes Au in der Hallertau in Oberbayern. 

## Lage
Das Kirchdorf liegt in der Hallertau, dem wichtigsten Hopfenanbaugebiet Deutschlands.

## Geschichte
773 wurde der Ort im Rahmen einer Schenkung erstmals erwähnt. In den Urkunden der Hofmark Au von 1509 wird der Ort als Ruitershausen bezeichnet. 
Vor dem 5. Juni 1398 gehörte das Dorf unter der Bezeichnung Ruetershausen Chundrad dem Preisinger, der es an den Münchner Patrizier Ulrich Tichtel verkaufte. Im Zuge der Münchner Stadtunruhen verlor Tichtel diesen Besitz mitsamt der Hofmark Poing. 1403 kam das ganze Dorf Rudertshausen in den Besitz der Stadt München und diese verkaufte es im Dezember 1406 an Herzog Ludwig den Gebarteten von Oberbayern-Ingolstadt. Das Dorf bestand in dieser Zeit aus einem Meier und sechs Bauern.
Die 1818 mit dem Gemeindeedikt gegründete Gemeinde Rudertshausen umfasste das Dorf Rudertshausen, die Weiler Buch und Egg sowie die Einöden Giglhof, Weingarten und Wilhelm. Am 1. Juli 1972 wurde der Ort in den Markt Au in der Hallertau eingegliedert. Die übrigen Teile der ehemaligen Gemeinde wurden der Marktgemeinde Wolnzach im Landkreis Pfaffenhofen a.d. Ilm eingegliedert.

## Sehenswürdigkeiten
Die Kirche St. Johannes ist eine Filialkirche der römisch-katholischen Pfarrei von Au.

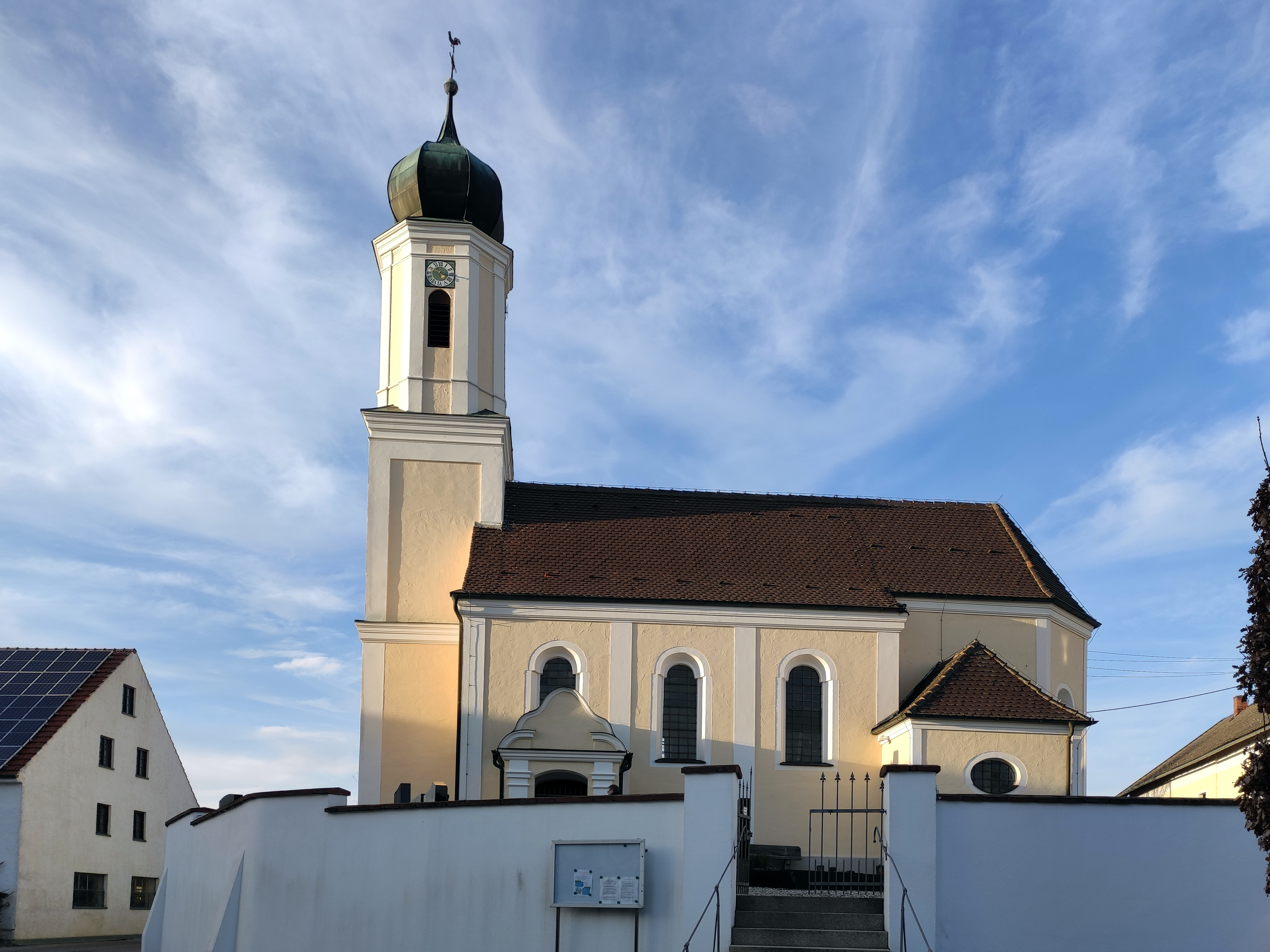
Filialkirche St. Johannes

## Wirtschaft und Infrastruktur
Der typische ländliche Charakter zeigt sich vor allem durch die zahlreichen umliegenden Hopfengärten im tertiären Hügelland.